# نادي الرشيد الرياضي لكرة السلة (العراق)
نادي الرشيد لكرة السلة هو نادي عراقي اتخذ نادي الكرخ مقراً لهُ. تأسس بتاريخ 23 نوفمبر 1983، من قِبل عدي صدام حسين.

## الألقاب

### محليا
أحرز لقب الدوري في خمسة مواسم:
1. 1985-1986  الرشيد
2. 1986-1987  الرشيد
3. 1987-1988  الرشيد
4. 1988-1989  الرشيد
5. 1989-1990  الرشيد

### عربيا
أحرز لقب بطولة الأندية العربية لكرة السلة مرتين:
1. بطولة الأندية العربية لكرة السلة 1988 الرشيد
2. بطولة الأندية العربية لكرة السلة 1990 الرشيد

## شعار الفريق
تم اختيار شعار الفريق من تاريخ الحضارة العراقية وهو صورة لمحارب آشوري يرتدي معطف المحارب حامل بيده القوس والنشاب، يوجد خلفه جناحان وإطار يمثل الشمس.

## الانحلال
لم تسر الأمور كما خطط النظام العراقي، فانتشر السخط بين جماهير الفرق العراقية الأخرى بسبب إجبار نجومهم على الانضمام للرشيد، ومن هنا تقرر إلغاء نادي الرشيد يوم السبت 18 أغسطس عام  1990، وجاء نص الإلغاء على النحو التالي « تقرر إلغاء نادي الرشيد الرياضي وتحويل كل ممتلكات النادي ولاعبيه في جميع الألعاب الرياضية إلى نادي الكرخ الرياضي ويحل نادي الكرخ حيثما وجد بالدوري مكان نادي الرشيد، مع توجيه الدعوة للهيئتين العامتين لناديي الكرخ والرشيد لانتخاب هيئة إدارية جديدة».

## نادي الكرخ
بحسب قرار إلغاء نادي الرشيد أعلاه، فهو لم ينص على تغيير اسم النادي إلى نادي الكرخ، لكنه حول فقط ممتلكات النادي ولاعبيه إلى نادي الكرخ ليس أكثر.